# 晁哲甫
晁哲甫（1894年12月3日—1970年12月13日），男，河南清丰人，中华人民共和国政治人物。

## 生平
1920年毕业于直隶高等师范学校，早年从事教育工作，曾经在直隶第七师范学校（学校在大名，俗称“大名七师”）担任教务主任；1926年参加中国共产党。后在抗日战争和解放战争时期历任清丰县县委书记，冀鲁豫边区特委统战部长、行署主任、人民政府教育厅厅长，华北人民政府教育部部长。
1949年9月至1952年11月任平原省人民政府主席。1952年平原省撤銷后，晁哲甫调任山东省人民委员会副省長。1956年至1958年兼任山東大學校長兼党委书记。1958年后又任山东省副省长、山东省政协副主席、山东省政治学校校长等。